# 퀸턴 포춘
퀸턴 포춘(Quinton Fortune, 1977년 5월 21일 ~ )은 남아프리카 공화국의 전 축구 선수이다. 1999년 8월 1일 프리메라 리가 아틀레티코 마드리드에서 맨체스터 유나이티드로 이적했으며, 2006년에는 같은 프리미어리그 팀인 볼턴 원더러스로 옮겼다. 2006-07 시즌이 끝난뒤 볼턴에서 방출되었다. 남아프리카 공화국 국가대표팀 선수이며, 1998 프랑스 월드컵과 2002 한일 월드컵에도 참가했다.
그는 14세에 남아프리카 공화국을 떠나 잉글랜드의 토트넘 홋스퍼 유소년 팀에서 선수 생활을 하고 다음 해 스페인의 아틀레티코 마드리드에 입단한다. 1998-99 시즌까지 아틀레티코 마드리드에서 뛴 그는 1999년 8월 1일 맨체스터 유나이티드로 이적하고 8월 30일에 뉴캐슬 유나이티드를 상대로 첫 경기를 치렀다. 2006년 팀에서 방출된 그는 볼턴 원더러스와 계약했지만 한 시즌 뒤 다시 방출되었다. 이탈리아의 브레시아로 이적했으나 적응하지 못하고, 2009년 2월 2일에 벨기에 2부 리그의 튀비즈로 이적하였다. 하지만 그 해 다시 동커스터 로버스 FC로 이적하였다.